# Grand Prix automobile du Pacifique 1995
Vous lisez un « article de qualité » labellisé en 2010.
GP précédent GP suivant
Le Grand Prix automobile du Pacifique 1995 (II Pacific Grand Prix), disputé sur le circuit international d'Okayama au Japon le 22 octobre 1995, est la seconde édition du Grand Prix, 579e course de Formule 1 courue depuis 1950 et quinzième manche du championnat 1995. C'est la première course japonaise de la saison avant le Grand Prix du Japon disputé sur le circuit de Suzuka.
Initialement prévu le 16 avril 1995 en tant que troisième épreuve du championnat, le Grand Prix du Pacifique n'a lieu que le 22 octobre en raison des dommages causés aux infrastructures par le séisme de Kōbe en janvier 1995.
La course, disputée sur 83 tours, est remportée par l'Allemand Michael Schumacher, parti depuis la troisième place. Les Britanniques David Coulthard et Damon Hill terminent aux deuxième et troisième places. Schumacher signe à Ti Aida sa huitième victoire de la saison et remporte par la même occasion son deuxième titre de champion du monde.
Coulthard s'élance depuis la pole position aux côtés de Hill. Schumacher tente de dépasser le pilote Williams dès le premier virage à l'extérieur, mais Hill réussit à le contenir, ce qui n'est pas le cas de Jean Alesi, qui en profite pour passer de la quatrième à la deuxième place. En conséquence, Hill est troisième et le pilote allemand est cinquième juste derrière Gerhard Berger. Lors du premier arrêt aux stands, Schumacher prend la seconde place en dépassant Alesi et Hill. Grâce à ses pneus slicks, le pilote Benetton a pu se rapprocher de Coulthard qui était sur une stratégie à deux arrêts.
Le Grand Prix du Pacifique est un échec commercial car seulement 15 000 personnes assistent à la course du fait d'un accès au circuit difficile et que le Grand Prix du Japon se déroule une semaine après cette course.

## Contexte avant le Grand Prix

### Situation du championnat du monde
Le Grand Prix du Pacifique a lieu après une pause de trois semaines et marque la fin de la tournée européenne. C'est la première manche d'une inédite « tournée japonaise », le Grand Prix du Japon ayant lieu une semaine après celui-ci. Initialement, cette épreuve devait se tenir en début de saison, le 16 avril 1995, comme l'année précédente en tant que troisième épreuve du championnat, mais il a été reporté en raison des dommages causés aux infrastructures et aux voies de communication par le séisme de Kōbe en janvier 1995. Cet enchaînement de deux épreuves sur un même pays témoigne de l'engouement populaire dont jouit la Formule 1 au Japon, à tel point que les observateurs tablent sur une course disputée à guichets fermés,,.
À l'approche du Grand Prix du Pacifique, le pilote Benetton Michael Schumacher, vainqueur de sept des quatorze manches disputées jusqu'ici, mène le championnat du monde des pilotes avec 82 points. Son désormais unique rival pour le titre (il ne reste plus que 30 points à prendre) Damon Hill a inscrit 55 points, signé trois victoires et possède 27 points de retard sur l'Allemand,.
Chez les constructeurs, à l'issue du Grand Prix d'Europe, Benetton occupe la première place avec 112 points, suivie par Williams avec 92 points. Le titre mondial n'est pas encore joué et Ferrari, troisième du championnat, est toujours mathématiquement en lice. Il reste en effet 48 points à distribuer (trois Grands Prix avec dix points pour le vainqueur et six pour le second) et Ferrari est à 44 points de Benetton,.

### Situation des pilotes

#### Damon Hill sous le feu des critiques
Au cours des trois semaines précédant la course, Damon Hill est victime de nombreuses critiques de la part de la presse spécialisée et personnalités de la Formule 1 qui estiment que le pilote britannique n'a pas été assez efficace lors de son duel contre Michael Schumacher au Grand Prix d'Europe,.
Dans un entretien précédant le Grand Prix, Martin Brundle, pilote chez Ligier, déclare à propos du pilote anglais : « Damon a deux choses à faire : premièrement, s'imposer comme premier pilote chez Williams pour l'année prochaine et ainsi son écurie lui accordera sa pleine confiance. Deuxièmement, il doit s'imposer en tant que pilote. Peut-être a-t-il besoin de perdre une roue ou deux avant de s'imposer à nouveau ».

#### Cinq changements de pilotes à Ti Aida

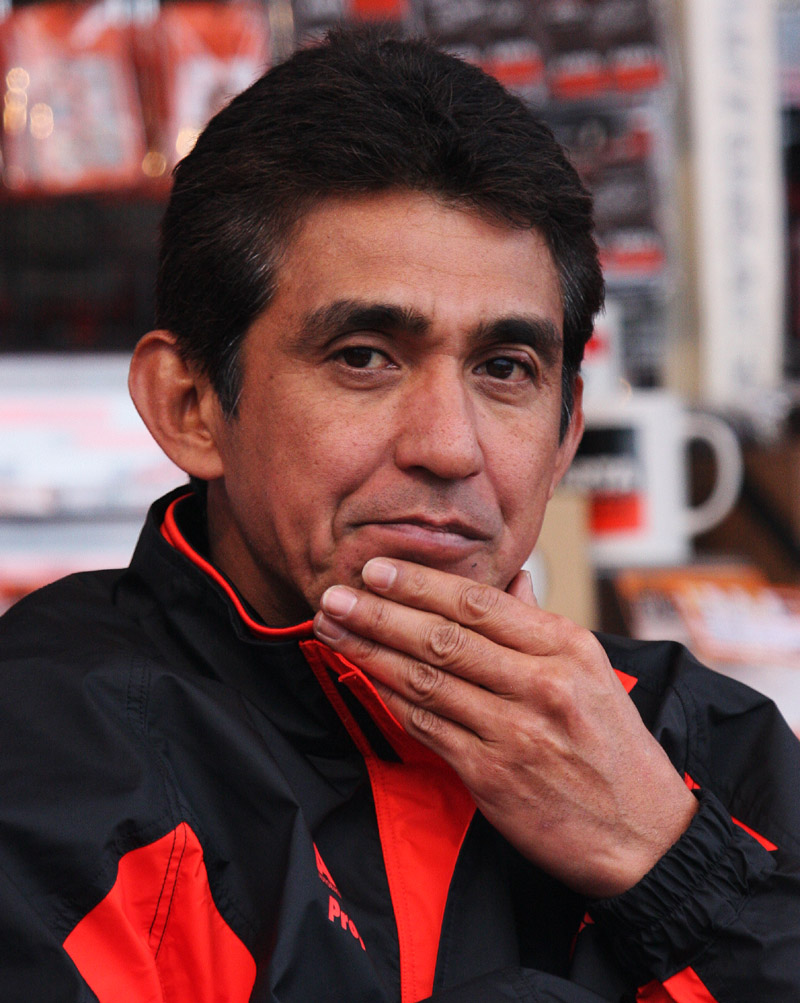
Aguri Suzuki (ici en 2008) pilote pour Ligier, en remplacement de Martin Brundle.

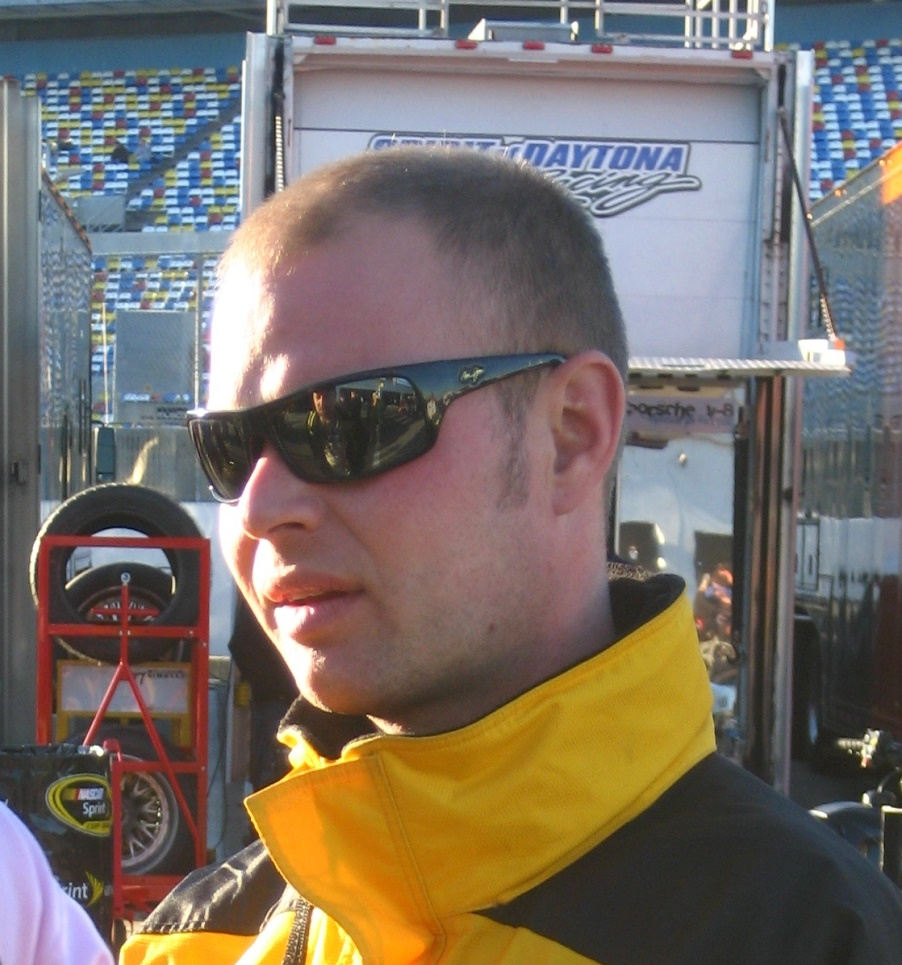
Jan Magnussen (ici en 2009) débute en Formule 1 au Grand Prix du Pacifique 1995.

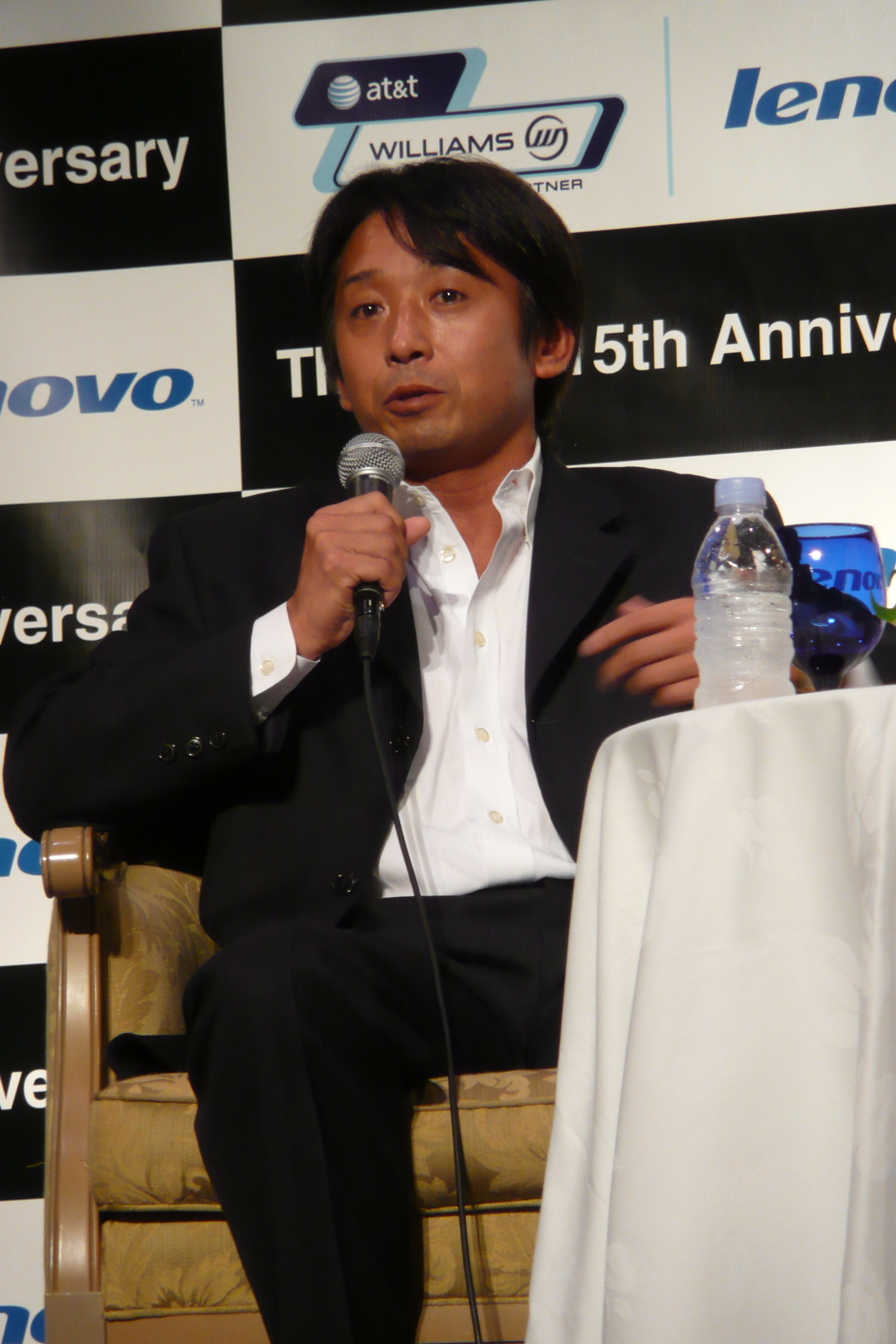
Ukyo Katayama (ici en 2007), remplacé par Gabriele Tarquini au Grand Prix d'Europe, reprend son baquet chez Tyrrell.

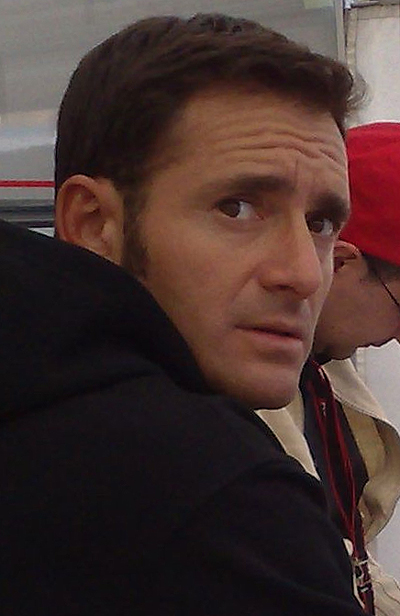
Gianni Morbidelli (ici en 2008) remplace Massimiliano Papis chez Arrows.

Martin Brundle, pilote Ligier depuis le Grand Prix de Hongrie, est remplacé par Aguri Suzuki, les deux pilotes partageant leur baquet depuis le début de la saison. Cette titularisation pose un cas de conscience pour son écurie car Tom Walkinshaw préfèrerait aligner Brundle qu'il juge plus compétitif. Suzuki est finalement choisi car il est japonais et que le Grand Prix se déroule dans son pays.
Jan Magnussen, pilote de réserve chez McLaren, remplace Mika Häkkinen, souffrant d'une crise d'appendicite et dispute à Aida son premier Grand Prix de Formule 1,. Il est le second Danois à accéder à la Formule 1 après Jac Nelleman en 1976. Magnussen, qui n'a que 22 ans, impressionne fortement le paddock par sa jeunesse, notamment Flavio Briatore. Selon les rumeurs, McLaren souhaiterait placer le Danois chez la modeste écurie Arrows en 1996 afin qu'il acquiert de l'expérience, avant une titularisation au sein de l'écurie britannique à plus long terme,.
Gabriele Tarquini, qui remplaçait, au Grand Prix d'Europe, Ukyo Katayama blessé lors du Grand Prix du Portugal, rend son volant au pilote japonais et retrouve son poste de pilote de réserve chez Tyrrell,.
Gianni Morbidelli, qui avait disputé les sept premiers Grands Prix de la saison chez Arrows avant de céder son baquet à Massimiliano Papis, faute de budget, retrouve son volant au sein de l'écurie britannique jusqu'à la fin de la saison. Papis, à court de budget, après sept épreuves, ne reviendra plus en Formule 1.
Jean-Denis Delétraz, pilote chez Pacific Racing lors des Grands Prix du Portugal et d'Europe est limogé par Pacific Racing, faute de résultats et d'apport de compléments financiers pour l'équipe,,. Deletraz doit initialement être remplacé par le pilote local Katsumi Yamamoto mais ce dernier n'obtient pas sa super licence. Pacific n'a d'autre choix que de rappeler, et ce pour les trois dernières épreuves de la saison, son ancien pilote Bertrand Gachot, qui a disputé les huit premiers Grands Prix de la saison avant d'être remplacé par Giovanni Lavaggi puis Delétraz.
Un autre pilote local, Hideki Noda, qui a disputé trois Grands Prix chez Larrousse en 1994, est approché par la modeste écurie Forti Corse en quête d'un complément de budget. Le jeudi 19 octobre à 16 heures, la Fédération internationale de l'automobile refuse d'accorder une super licence à Noda. Forti doit en catastrophe rappeler son pilote Roberto Moreno qui ne devait pas participer à la tournée japonaise mais seulement disputer le Grand Prix de clôture en Australie. Moreno, qui était à Monaco, est finalement présent le vendredi en fin de matinée pour disputer les essais libres sans avoir dormi depuis son départ d'Europe. Le Brésilien est confirmé pour le Grand Prix du Japon, la semaine suivante,.

#### Centième Grand Prix pour Jean Alesi
Jean Alesi dispute à Aida le centième Grand Prix de sa carrière,. Il est souffrant à son arrivée au Japon et ne sera remis qu'à partir du samedi. Il dispute l'ensemble du week-end de course avec un casque « collector » qui, en plus de son nom, est décoré en japonais du nom de sa fiancée Kumiko Gotō. Ce casque est destiné, après la course, à être vendu aux enchères au profit des victimes du séisme de Kōbe.

### Situation des écuries

#### Essais privés
Lors des trois semaines séparant le Grand Prix d'Europe de celui du Pacifique, les écuries effectuent des essais privés afin de préparer les épreuves de fin de championnat.
Une session d'essais privés, à laquelle prennent part Benetton et Williams, se tient en Italie, sur le circuit d'Imola, pendant trois jours. Damon Hill tourne lors des premières journées au volant de la FW17B avant de prendre un congé en Irlande et réalise le meilleur temps en 1 min 27 s 56. Il est remplacé par le Canadien Jacques Villeneuve, son futur équipier en 1996. Celui-ci découvre le tracé, et malgré quelques tête-à-queue et une panne moteur, évolue en 1 min 27 s 91 pour son tour le plus rapide. Chez Benetton, Michael Schumacher teste une B195 dotée d'une géométrie de suspension révisée et d'une transmission électronique. Le pilote allemand détruit sa monoplace lors de la dernière journée de tests et réalise sa meilleure performance en 1 min 28 s 03. Enfin, Roberto Moreno, pour l'écurie Forti Corse, est présent à Imola pour essayer une nouvelle boîte de vitesses semi-automatique, mais celle-ci tombe en panne avant même le début des essais. Le pilote brésilien ne boucle alors aucun tour de piste.
À Silverstone en Angleterre, Rubens Barrichello teste l'efficacité d'un nouvel aileron fixé sur le capot moteur de sa Jordan 195, avant de l'utiliser au Grand Prix du Pacifique.
Enfin, la Scuderia Ferrari prépare la saison 1996 en étrennant, sur la piste de Fiorano, un nouveau moteur V10 monté dans une 412 T2 modifiée et pilotée par l'essayeur Nicola Larini. Ce bloc est conçu par l'ingénieur japonais Osamo Goto, qui a été responsable des moteurs V10 Honda à la fin des années 1980. Il est assisté de Gilles Simon et Noël Canvy, qui ont respectivement travaillé sur les blocs V10 Peugeot et Renault. Toutefois, Jean Todt, le directeur de Ferrari, précise que son équipe n'a pas encore tranché entre l'utilisation d'un moteur V10 ou V12, et attend de comparer les deux spécifications avant de prendre une décision.

#### McLaren: nouvel ingénieur de course et rumeurs de recrutement
L'écurie McLaren annonce le recrutement de David Brown, alors l'ingénieur de course de Damon Hill, pour la saison 1996. Celui-ci, qui a rejoint Williams au début des années 1980, a successivement travaillé avec Nigel Mansell, Thierry Boutsen, Alain Prost et Ayrton Senna. David Brown devra désormais officier en tant qu'ingénieur de course de David Coulthard chez McLaren. Les deux hommes ont déjà travaillé ensemble chez Williams en 1994, lorsque le pilote écossais a remplacé Ayrton Senna après son accident mortel lors du Grand Prix de Saint-Marin,.
Dans le même temps, Ron Dennis, le patron de McLaren, dément fermement les rumeurs faisant état d'une prise de participation de Roger Penske dans le capital de l'écurie britannique, arguant que ces allégations perturbent son équipe. Dennis espère néanmoins renforcer McLaren en attirant du personnel en provenance de Williams, mais ses tentatives pour débaucher Adrian Newey, son directeur technique, se révèlent infructueuses.

#### Ligier: recherche de nouveaux financements

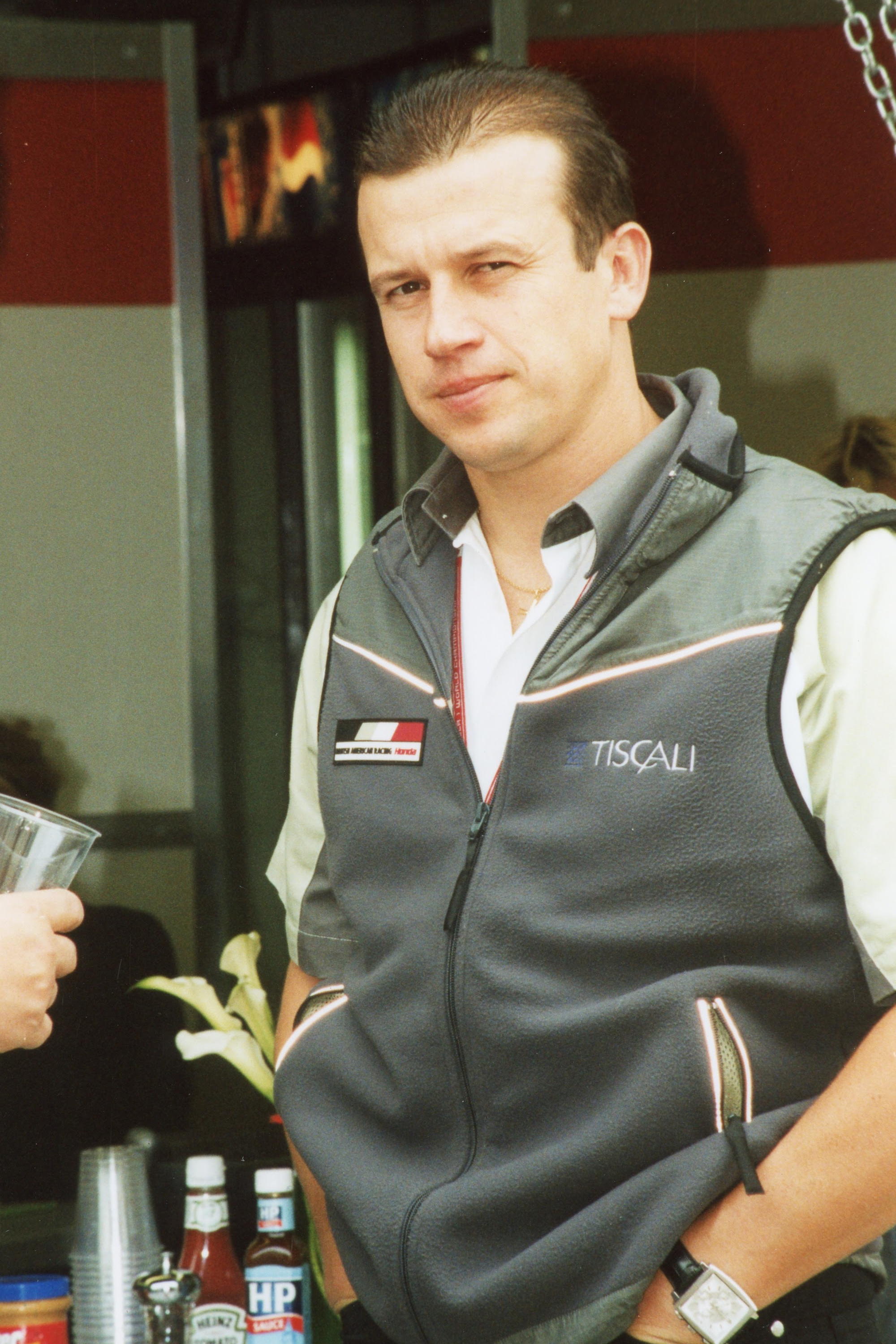
Le baquet d'Olivier Panis (ici en 2002) chez Ligier pour 1996 est remis en question par ses performances en demi-teinte et le manque de budget de l'écurie française.

Depuis septembre 1995, Pedro Diniz est en négociations avec Tom Walkinshaw, le directeur de Ligier, pour le poste de second pilote en 1996, afin de remplacer Martin Brundle, parti chez Jordan Grand Prix. Celui-ci apporte un financement à hauteur de huit millions de dollars par l'intermédiaire de son commanditaire, Parmalat. Ce complément de budget serait salutaire pour l'écurie française, qui a perdu le soutien de la Française des jeux et dont le principal sponsor, la Seita, via le cigarettier Gauloises, n'assure que 75 % de son budget,.
En outre, Walkinshaw et Flavio Briatore, font pression sur la Seita afin qu'elle accorde davantage de subsides à Ligier, sans quoi ils se sépareront d'Olivier Panis, dont les résultats ne donnent pas satisfaction. Le limogeage du Français — possiblement au profit du Britannique Johnny Herbert — étant potentiellement synonyme de départ des soutiens tricolores, Walkinshaw entreprend des négociations avec le cigarettier Camel pour un accord commercial,.
Enfin, le Néerlandais Jos Verstappen, avec qui Ligier doit mener des essais privés, est pressenti pour un poste de titulaire au sein de l'écurie française. Il apporterait avec lui le soutien financier des entreprises Philips et MTV.

### Dernières évolutions des monoplaces

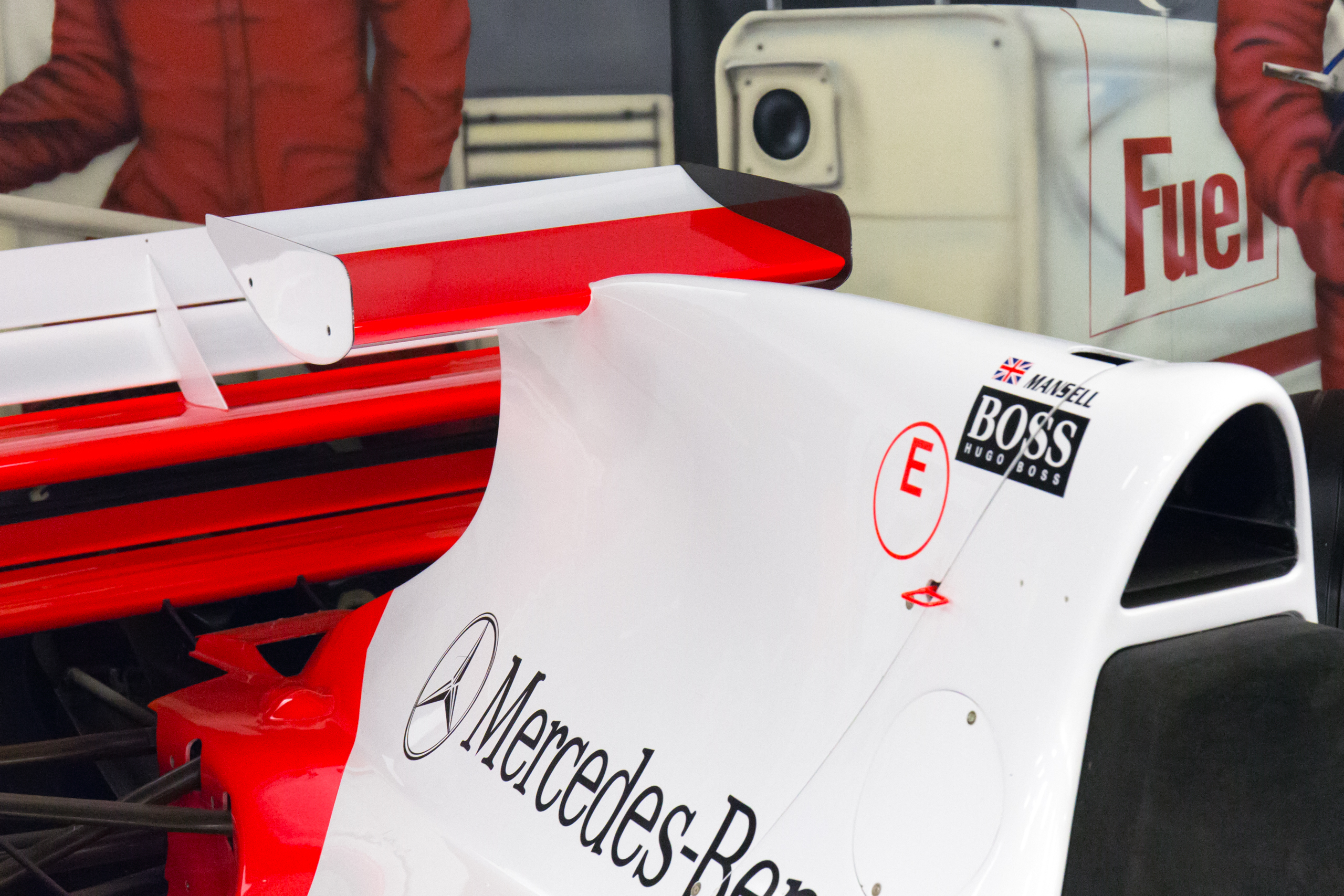
Comme la Jordan 195, la McLaren MP4/10C présente un petit aileron central pour apporter davantage d'appui aérodynamique (ici, illustration sur la MP4/10B).

Benetton teste à Aida une nouvelle suspension pour sa B195 qui donne entière satisfaction à Michael Schumacher. De nouveaux points d'ancrage et un nouveau tirant garantissent une meilleure motricité. Les Benetton adoptent également un nouvel aileron avant qui travaille en interaction avec la nouvelle suspension. Ces améliorations doivent permettre à l'écurie britannique de rivaliser avec Williams, dont la monoplace, la FW17B est considérée comme favorite sur ce tracé, qui favorise les monoplaces générant beaucoup d'appui aérodynamique,.
Les Ferrari 412 T2 adoptent un nouveau carénage des roues arrière et un double flap intégré sur l'aileron principal. Berger utilise de nouveaux étriers de freins Brembo à huit pistons.
Les McLaren MP4/10 sont en configuration B/C, une nouvelle évolution : les châssis sont des évolutions C mais conservent les suspensions, la boîte de vitesses et les éléments aérodynamiques de la version B. Comme le circuit d'Aida est un « tourniquet », les MP4/10 disposent d'un petit aileron central pour augmenter l'appui aérodynamique.
Les Footwork FA16 disposent d'une nouvelle suspension avant, d'une nouvelle aérodynamique arrière, de triangles et porte-moyeux redessinés, d'une nouvelle disposition des étriers de freins. Toutes ces modifications sont testées par Gianni Morbidelli et seront utilisées en course,.
Les Ligier JS41 testent un nouveau soubassement à Aida. Dans la zone réglementaire des 50 cm de part et d'autre du tunnel central, les dérives inférieures sont rallongées, de même pour les dérives dans la zone des 30 cm.
Les Jordan 195, à l'instar des McLaren MP4/10, disposent d'un mini-aileron central pour augmenter l'appui aérodynamique. Cet appendice a déjà été utilisé lors du Grand Prix automobile d'Allemagne.
Les Sauber C14, les Minardi M195, les Pacific PR02, les Forti FG01-95, les Tyrrell 023 et les Williams FW17B ne présentent aucune évolution majeure pour ce Grand Prix.

## Journée du vendredi
Très peu utilisé le reste de l'année, le revêtement du circuit d'Aida se montre très glissant lors de la première journée du Grand Prix du Pacifique. Tous les pilotes du plateau se plaignent du manque d'adhérence de la piste. Ainsi, Damon Hill a la sensation de piloter en rallye, sur de la terre. David Coulthard, proche de perdre le contrôle de sa Williams FW17B à plusieurs endroits du circuit, a « l'impression de piloter avec des pneus slicks sur une piste mouillée ».

### Séance d'essais libres
| Pos. | Pilote             | Voiture          | Chrono         | Écart     |
| ---- | ------------------ | ---------------- | -------------- | --------- |
| 1    | Michael Schumacher | Benetton-Renault | 1 min 16 s 057 |           |
| 2    | Damon Hill         | Williams-Renault | 1 min 16 s 417 | + 0 s 360 |
| 3    | David Coulthard    | Williams-Renault | 1 min 16 s 480 | + 0 s 423 |
| 4    | Gerhard Berger     | Ferrari          | 1 min 17 s 126 | + 0 s 709 |
| 5    | Jean Alesi         | Ferrari          | 1 min 17 s 303 | + 1 s 246 |
| 6    | Mark Blundell      | McLaren-Mercedes | 1 min 17 s 995 | + 1 s 938 |

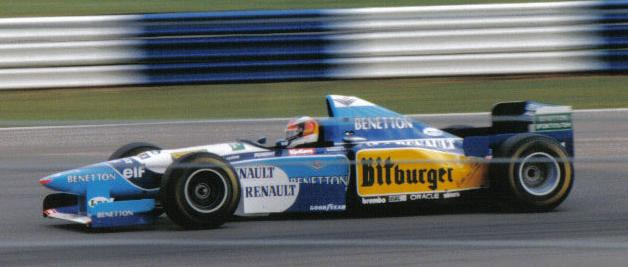
Michael Schumacher, sur Benetton B195 (ici au GP de Grande-Bretagne) remporte son deuxième titre de champion du monde.

La première séance d'essais libres du week-end de Grand Prix, d'une durée de 1 h 45, se déroule le vendredi 20 octobre de 9 h 30 à 11 h 15. Chaque pilote peut effectuer un maximum de vingt-trois tours chronométrés lors de chaque séance.
Bien que la séance se déroule sous un grand beau temps sec, Heinz-Harald Frentzen entre le premier en piste chaussé de pneus « pluie », vraisemblablement dans le but d'économiser ses trains de pneus pour le sec. Les monoplaces Williams restent longtemps bâchées afin de masquer leurs ailerons avant. Michael Schumacher prend la piste et teste les limites de sa monoplace dans tous les secteurs du circuit. Il est à l'attaque partout comme en témoignent ses perpétuels blocages de roue au freinage. Jan Magnussen, qui débute en Formule 1, est au contraire très prudent. Bertrand Gachot, qui n'a pas couru depuis le Grand Prix de Grande-Bretagne, est à court d'entraînement et sort de la piste, sans endommager sa monoplace.
Michael Schumacher s'empare du meilleur temps de la séance en 1 min 16 s 057, trois dixièmes plus rapide que Damon Hill et David Coulthard, respectivement deuxième et troisième. Les pilotes Ferrari, Gerhard Berger et Jean Alesi, obtiennent les quatrième et cinquième temps et Mark Blundell complète le top six,.

### Séance de qualifications
| Pos. | Pilote             | Voiture          | Chrono         | Écart     |
| ---- | ------------------ | ---------------- | -------------- | --------- |
| 1    | David Coulthard    | Williams-Renault | 1 min 14 s 182 |           |
| 2    | Damon Hill         | Williams-Renault | 1 min 14 s 289 | + 0 s 107 |
| 3    | Michael Schumacher | Benetton-Renault | 1 min 14 s 524 | + 0 s 342 |
| 4    | Jean Alesi         | Ferrari          | 1 min 14 s 919 | + 0 s 737 |
| 5    | Gerhard Berger     | Ferrari          | 1 min 14 s 974 | + 0 s 792 |
| 6    | Johnny Herbert     | Benetton-Renault | 1 min 15 s 561 | + 1 s 379 |

La première séance de qualifications du week-end de Grand Prix se déroule le vendredi 20 octobre de 13 h à 14 h. Chaque pilote peut effectuer un maximum de douze tours chronométrés lors de chaque séance.
C'est à la faveur d'un temps beau et chaud que Gianni Morbidelli, sur Arrows-Hart, est le premier à sortir de la voie des stands, après sept minutes écoulées. L'Italien réalise un premier chrono de référence, en 1 min 19 s 738. Cinq minutes plus tard, le premier pilote en lice pour le titre mondial prend la piste. Michael Schumacher réalise un temps en 1 min 14 s 6, temps qui paraît inaccessible puisque ni Berger, ni Coulthard, ni Alesi, ni Hill ne parviennent à s'en approcher. Les deux pilotes Williams tournent toutefois avec les pneumatiques utilisés le matin lors des essais libres.
Tandis que Taki Inoue, le régional de l'étape, part à deux reprises en tête-à-queue, les pilotes Williams, à moins de cinq minutes de la fin de la séance, chaussent enfin des pneus neufs. Les résultats sont immédiats puisque David Coulthard réalise la pole position provisoire en 1 min 14 s 182 devant son coéquipier Damon Hill à un dixième, Schumacher étant relégué à trois dixièmes. Suivent les deux pilotes Ferrari, toujours dans la même seconde que Coulthard, puis le coéquipier de Schumacher, Johnny Herbert, à une seconde et trois dixièmes,.

## Journée du samedi

### Séance d'essais libres
| Pos. | Pilote             | Voiture          | Chrono         | Écart     |
| ---- | ------------------ | ---------------- | -------------- | --------- |
| 1    | David Coulthard    | Williams-Renault | 1 min 15 s 730 |           |
| 2    | Damon Hill         | Williams-Renault | 1 min 16 s 086 | + 0 s 356 |
| 3    | Jean Alesi         | Ferrari          | 1 min 16 s 408 | + 0 s 678 |
| 4    | Eddie Irvine       | Jordan-Peugeot   | 1 min 16 s 468 | + 0 s 738 |
| 5    | Gerhard Berger     | Ferrari          | 1 min 16 s 488 | + 0 s 758 |
| 6    | Michael Schumacher | Benetton-Renault | 1 min 16 s 681 | + 0 s 951 |

La seconde séance d'essais libres du week-end de Grand Prix, d'une durée de 1 h 45, se déroule le samedi 21 octobre de 9 h 30 à 11 h 15. Comme la veille, les conditions climatiques sont chaudes et ensoleillées durant toute la session.
Si les deux Williams se comportent particulièrement bien, la Benetton B195 de Schumacher lui donne des difficultés. L'Allemand est en proie à un survirage excessif qui l'envoie même en tête-à-queue. Pedro Diniz, sur Forti-Ford, est victime du même mal et part également à la faute. Olivier Panis doit stopper en cours de séance à la suite d'une panne de moteur mais est satisfait du nouveau différentiel monté sur sa Ligier JS41, différentiel qui équipait déjà la monoplace d'Aguri Suzuki la veille.
David Coulthard décroche le meilleur temps en 1 min 15 s 730, suivi par son coéquipier Damon Hill. Le pilote Jordan Eddie Irvine signe le quatrième chrono à sept dixièmes de Coulthard et s'intercale entre les pilotes Ferrari, derrière Alesi et devant Berger. Les pilotes Benetton, Michael Schumacher et Johnny Herbert, sont respectivement sixième et septième. Heinz-Harald Frentzen, Jean-Christophe Boullion et Rubens Barrichello complètent le top 10,.

### Séance de qualifications
| Pos. | Pilote             | Voiture          | Chrono         | Écart     |
| ---- | ------------------ | ---------------- | -------------- | --------- |
| 1    | David Coulthard    | Williams-Renault | 1 min 14 s 013 |           |
| 2    | Damon Hill         | Williams-Renault | 1 min 14 s 213 | + 0 s 200 |
| 3    | Michael Schumacher | Benetton-Renault | 1 min 14 s 284 | + 0 s 271 |
| 4    | Gerhard Berger     | Ferrari          | 1 min 15 s 125 | + 1 s 112 |
| 5    | Jean Alesi         | Ferrari          | 1 min 15 s 131 | + 1 s 118 |
| 6    | Eddie Irvine       | Jordan-Peugeot   | 1 min 15 s 354 | + 1 s 341 |

La seconde séance de qualifications du week-end de Grand Prix se déroule le samedi 21 octobre de 13 h à 14 h, sous un ciel ensoleillé. Le premier pilote à s'élancer est le Finlandais Mika Salo, sur Tyrrel-Yamaha, dès les premières minutes. Il faut en attendre une dizaine pour voir en piste les pilotes Benetton, Williams et Ferrari.
Le premier fait marquant de la session est le tête-à-queue de Jean-Christophe Boullion qui ruine tous ses espoirs : il ne partira que de la quinzième place sur la grille d'Aida. Le Français est mis en difficulté par les performances de son nouveau moteur Ford qui a modifié le comportement de sa Sauber. Schumacher, après quelques boucles à deux secondes de la pole position, comprend qu'il ne parviendra pas à améliorer les temps des Williams et préfère peaufiner ses réglages pour la course en chaussant des pneumatiques déjà usés. Damon Hill se montre très assidu durant toute la séance et progresse régulièrement, sans toutefois réussir à égaler les temps de son coéquipier Coulthard. Gerhard Berger, en tentant d'améliorer son temps, sort de la piste en fin de session.
Coulthard réalise le meilleur temps de la séance de qualification en améliorant sa performance de la veille. Il devance son coéquipier de deux dixièmes et Michael Schumacher. Ces deux pilotes ont également amélioré leur temps de la veille. Berger réalise le quatrième temps devant Alesi et Irvine,.

## Résultats des deux séances de qualifications

### Bilan des qualifications

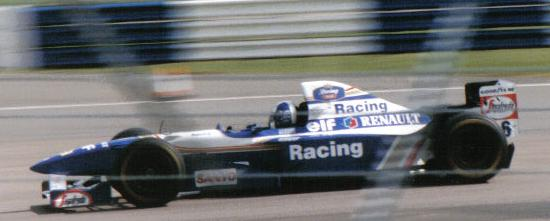
David Coulthard, sur Williams FW17B (ici au GP de Grande-Bretagne), décroche la pole position au GP du Pacifique.

La grille de départ est établie à partir des temps réalisés lors des deux séances de qualifications du vendredi après-midi et du samedi après-midi. Le meilleur temps des deux séances est pris en compte. 
David Coulthard décroche la cinquième pole position de sa carrière, sa quatrième consécutive, en 1 min 14 s 013. L'Écossais semble surpris de cette performance, puisqu'il affirme, à la fin de la première séance, avoir été plus « préoccupé par régler [mon] châssis que pour signer un temps ». En outre, le gain de la pole position est un avantage certain pour la victoire en course : le sinueux tracé d'Aida, hormis l'épingle situé en bout de ligne droite, n'offre que peu d'occasions de dépassements. L'auteur de la pole position, à l'issue de la deuxième séance, déclare : « Pour moi, il s'agissait seulement de sortir pour mon dernier tour et d'essayer d'améliorer mon temps, juste au cas où Michael améliorerait. Nous étions si proches de la fin de séance que je devais absolument être en piste ; je n'avais pas le temps de voir si Michael améliorait ma performance, puis sortir et essayer de faire un temps s'il lui-même le faisait,. »
Coulthard partage la première ligne avec son coéquipier Damon Hill à deux dixièmes. Celui-ci est néanmoins déçu de sa position, qui le verra partir du côté sale de la piste : il aurait même préféré que Schumacher le « batte » pour éviter cet inconvénient,. 
Michael Schumacher s'empare de la troisième place, ses performances se rapprochant de celles des Williams grâce à la réduction des appuis de sa Benetton, tandis que Johnny Herbert n'est que septième. Coulthard, quittant les stands à la fin de la deuxième séance de qualifications pour améliorer son temps, a utilisé un ensemble supplémentaire de pneus slicks : sur les sept trains de pneus accordés par la Fédération internationale de l'automobile, il ne lui en reste que deux neufs pour la course tandis que Schumacher en a encore trois à sa disposition. Hill, qui prendra le départ du côté sale de la piste, dispose à l'instar de son coéquipier de deux jeux neufs de pneus slicks pour la course.
Gerhard Berger, souffrant du décalage horaire le vendredi — il n'est arrivé au Japon que le jeudi soir — et victime d'une sortie de piste à la fin de la deuxième séance, part de la quatrième position. Son équipier Jean Alesi, malgré une forte grippe, est cinquième,. Eddie Irvine complètent le top 6, ce dernier signant sa meilleure performance en qualifications de la saison, malgré quelques problèmes de sous-virage rencontrés sur sa Jordan 195 dans le dernier virage du circuit. Son équipier, Rubens Barrichello, onzième, est marqué par le décès de son ami Marco Campos survenu une semaine auparavant lors de la dernière manche du championnat international de Formule 3000, à Magny-Cours,.
Au volant de sa Sauber-Ford, Heinz-Harald Frentzen prend la huitième place sur la grille. L'Allemand a trouvé le réglage optimal de sa Sauber C15 afin de bénéficier d'un meilleur équilibre et davantage d'adhérence en piste. Jean-Christophe Boullion, qui n'a pu améliorer son temps à la suite de son accident survenu au début de la deuxième session qualificative, est quinzième. Olivier Panis, sur Ligier-Mugen-Honda, obtient le neuvième temps, ce qui est selon lui « l'une des qualifications les plus satisfaisantes de l'année ». Il domine, de près d'une seconde, son équipier Aguri Suzuki, treizième.
Mark Blundell, dixième, est en difficulté avec l'équilibre de sa McLaren et les pannes de son moteur Mercedes, survenues tout au long de la journée du samedi. Le Britannique est déçu de ne pas avoir été en mesure d'améliorer son temps du vendredi, qui lui offrait une septième place provisoire sur la grille. Il devance néanmoins de deux places e novice Jan Magnussen : le Danois impressionne par son assurance en piste et n'a commis aucune erreur de pilotage lors des deux séances qualificatives. En quatorzième place vient Pedro Lamy : le Portugais ne rend que huit centièmes à Aguri Suzuki. Heureux du très bon comportement de sa Minardi M195 à Aida, il estime qu'être aussi proche d'une Ligier « est comme une pole position ». Son équipier, Luca Badoer, est seizième sur la grille.
La Tyrrell 023-Yamaha manque d'adhérence dans les virages lents du circuit et ne permet pas au pilote local, Ukyo Katayama, de briller devant son public. Il est dix-septième, juste devant Mika Salo. Chez Arrows, la nouvelle géométrie de suspension montée sur la Footwork FA16 ne donne pas satisfaction et est remplacée par l'ancienne configuration pour la course. Gianni Morbidelli et Taki Inoue se contentent des dix-neuvième et vingtième rang. Enfin, les Forti-Ford de Pedro Diniz et Roberto Moreno, ainsi que les Pacific-Ford d'Andrea Montermini et de Bertrand Gachot, occupent les deux dernières lignes.

### Grille de départ
| Pos. | No | Pilote                   | Écurie             | Temps Q1       | Temps Q2       | Écart     |
| ---- | -- | ------------------------ | ------------------ | -------------- | -------------- | --------- |
| 1    | 6  | David Coulthard          | Williams-Renault   | 1 min 14 s 182 | 1 min 14 s 013 | -         |
| 2    | 5  | Damon Hill               | Williams-Renault   | 1 min 14 s 289 | 1 min 14 s 213 | + 0 s 200 |
| 3    | 1  | Michael Schumacher       | Benetton-Renault   | 1 min 14 s 524 | 1 min 14 s 284 | + 0 s 271 |
| 4    | 27 | Jean Alesi               | Ferrari            | 1 min 14 s 919 | 1 min 15 s 131 | + 0 s 906 |
| 5    | 28 | Gerhard Berger           | Ferrari            | 1 min 14 s 974 | 1 min 15 s 125 | + 0 s 961 |
| 6    | 15 | Eddie Irvine             | Jordan-Peugeot     | 1 min 15 s 696 | 1 min 15 s 354 | + 1 s 341 |
| 7    | 2  | Johnny Herbert           | Benetton-Renault   | 1 min 15 s 561 | 1 min 15 s 556 | + 1 s 543 |
| 8    | 30 | Heinz-Harald Frentzen    | Sauber-Ford        | 1 min 15 s 942 | 1 min 15 s 561 | + 1 s 548 |
| 9    | 26 | Olivier Panis            | Ligier-Mugen-Honda | 1 min 17 s 071 | 1 min 15 s 621 | + 1 s 608 |
| 10   | 7  | Mark Blundell            | McLaren-Mercedes   | 1 min 15 s 652 | 1 min 16 s 166 | + 1 s 639 |
| 11   | 14 | Rubens Barrichello       | Jordan-Peugeot     | 1 min 16 s 263 | 1 min 15 s 774 | + 1 s 761 |
| 12   | 8  | Jan Magnussen            | McLaren-Mercedes   | 1 min 16 s 339 | 1 min 16 s 368 | + 2 s 326 |
| 13   | 25 | Aguri Suzuki             | Ligier-Mugen-Honda | 1 min 17 s 019 | 1 min 16 s 519 | + 2 s 506 |
| 14   | 23 | Pedro Lamy               | Minardi-Ford       | 1 min 17 s 224 | 1 min 16 s 596 | + 2 s 583 |
| 15   | 29 | Jean-Christophe Boullion | Sauber-Ford        | 1 min 16 s 646 | 1 min 23 s 791 | + 2 s 633 |
| 16   | 24 | Luca Badoer              | Minardi-Ford       | 1 min 17 s 612 | 1 min 16 s 887 | + 2 s 874 |
| 17   | 3  | Ukyo Katayama            | Tyrrell-Yamaha     | 1 min 17 s 265 | 1 min 17 s 014 | + 3 s 001 |
| 18   | 4  | Mika Salo                | Tyrrell-Yamaha     | 1 min 17 s 213 | 1 min 17 s 235 | + 3 s 200 |
| 19   | 9  | Gianni Morbidelli        | Arrows-Hart        | 1 min 18 s 288 | 1 min 18 s 114 | + 4 s 101 |
| 20   | 10 | Taki Inoue               | Arrows-Hart        | 1 min 19 s 471 | 1 min 18 s 212 | + 4 s 199 |
| 21   | 21 | Pedro Diniz              | Forti-Ford         | 1 min 20 s 555 | 1 min 19 s 579 | + 5 s 566 |
| 22   | 22 | Roberto Moreno           | Forti-Ford         | 1 min 19 s 745 | 1 min 19 s 779 | + 5 s 732 |
| 23   | 17 | Andrea Montermini        | Pacific-Ford       | 1 min 22 s 096 | 1 min 20 s 093 | + 6 s 080 |
| 24   | 16 | Bertrand Gachot          | Pacific-Ford       | 1 min 22 s 710 | 1 min 21 s 405 | + 7 s 392 |

## Warm up
| Pos. | Pilote                   | Voiture            | Chrono         | Écart     |
| ---- | ------------------------ | ------------------ | -------------- | --------- |
| 1    | David Coulthard          | Williams-Renault   | 1 min 16 s 831 |           |
| 2    | Jean-Christophe Boullion | Sauber-Ford        | 1 min 17 s 531 | + 0 s 700 |
| 3    | Damon Hill               | Williams-Renault   | 1 min 17 s 534 | + 0 s 703 |
| 4    | Olivier Panis            | Ligier-Mugen-Honda | 1 min 17 s 613 | + 0 s 782 |
| 5    | Heinz-Harald Frentzen    | Sauber-Ford        | 1 min 17 s 662 | + 0 s 831 |
| 6    | Eddie Irvine             | Jordan-Peugeot     | 1 min 17 s 970 | + 1 s 139 |

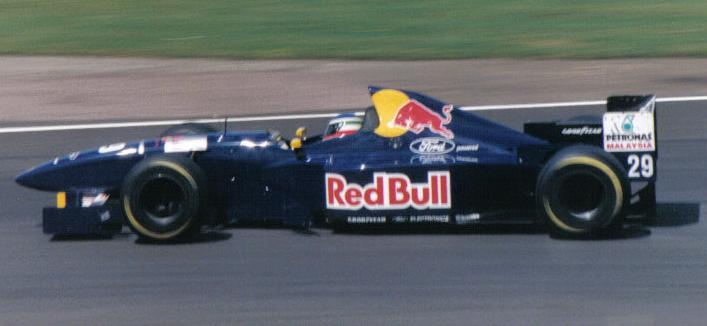
Jean-Christophe Boullion, sur Sauber C14 (ici au GP de Grande-Bretagne) est second lors de la session d'échauffement du dimanche matin.

La session d'échauffement, d'une durée de 30 minutes, débute à 9 h 30 locale sous un temps sec et ensoleillé. Malgré cela, Coulthard effectue son premier tour de vérification avec des pneus pluie, toujours dans le but d'économiser ses gommes pour la course. Michael Schumacher, Damon Hill et Jean Alesi prennent la piste avec leur voiture de réserve avant de poursuivre la séance avec leur monoplace de course. Le pilote Williams enchaîne les tours en prenant l'intérieur de la ligne droite des stands pour nettoyer la piste : il est en effet du côté sale de la piste sur la grille de départ.
Michael Schumacher, en difficulté avec sa monoplace qui souffre de vibrations, et sort de la piste. Il rentre au stand au ralenti après avoir endommagé un déflecteur aérodynamique et ne décroche que le huitième temps de la session,. Les deux pilotes Williams confirment leurs performances depuis le début du week-end : David Coulthard signe le meilleur temps en 1 min 16 s 831 et Damon Hill s'empare du troisième chrono. Jean-Christophe Boullion et Olivier Panis créent la surprise en s'emparant des deuxième et quatrième temps. Les deux Français tournent toutefois avec un réservoir quasiment vide dans le but de préparer une stratégie de course à trois arrêts. Taki Inoue part en tête-à-queue, sans endommager sa monoplace,.

## Course

### Déroulement de l'épreuve

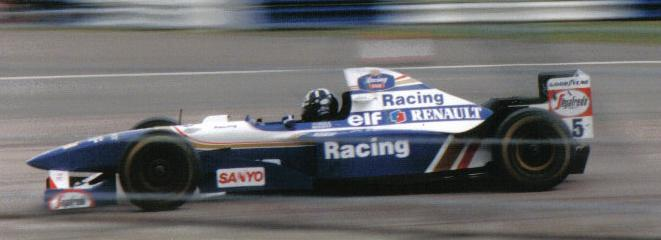
Damon Hill, sur Williams FW17B (ici au GP de Grande-Bretagne) rate le titre de champion du monde à l'issue de la course.

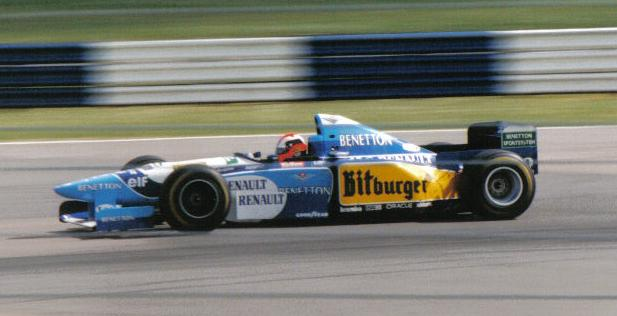
Johnny Herbert, sur Benetton B195 (ici au GP de Grande-Bretagne) se classe sixième de l'épreuve.

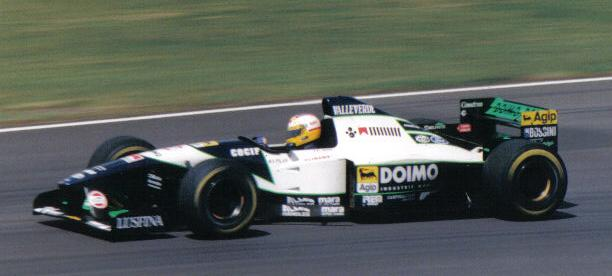
Luca Badoer, sur Minardi M195 (ici au GP de Grande-Bretagne) se classe quinzième du Grand Prix.

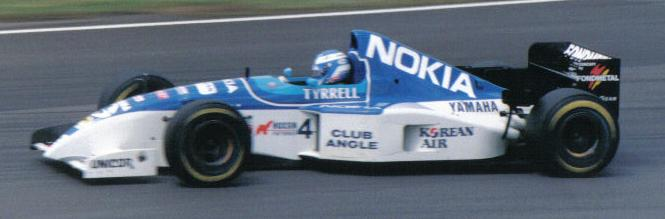
Mika Salo, sur Tyrrell 023 (ici au GP de Grande-Bretagne) se classe douzième du Grand Prix.

La course débute à 13 h, heure locale, sous un ciel ensoleillé et avec une température ambiante de 21 °C. Seuls 15 000 spectateurs assistent à l'épreuve. Cette très faible affluence a poussé les organisateurs à démonter des tribunes en hâte afin de ne pas montrer des images de gradins déserts aux caméras de télévision.
David Coulthard, parti de la pole position, prend un bon départ et conserve sa position à la sortie du premier virage. Michael Schumacher, parti troisième, tente de dépasser Damon Hill, qui partait de la première ligne aux côtés de son coéquipier, à l'extérieur mais le pilote Williams résiste : les deux rivaux sortent de la piste, ce qui permet à Jean Alesi de gagner deux places et de récupérer la seconde position. À la fin du premier tour, Coulthard a deux secondes et huit dixièmes d'avance sur le pilote Ferrari qui a trois dixièmes d'avance sur Hill. Berger est quatrième et Schumacher rétrograde à la cinquième place. Olivier Panis perd de nombreuses places au départ, en effet, le Français a été bloqué par Johnny Herbert qui a fait patiner ses pneus et manqué son envol. Treizième à l'issue du premier tour alors qu'il était neuvième sur la grille, le Français perd d'entrée toute chance de faire un bon résultat à Aida.
Bertrand Gachot, sur Pacific Racing, est le premier pilote à abandonner à cause d'un problème hydraulique de sa boîte de vitesses survenu au deuxième tour. Au cinquième tour, Michael Schumacher dépasse Gerhard Berger pour le gain de la quatrième place. Il part ensuite à la chasse de la troisième place de Damon Hill, à quelques dixièmes d'Alesi. Schumacher tente un dépassement au onzième tour dans l'épingle à cheveux mais Hill réussit une nouvelle fois à le contenir,.
Le Français Jean-Christophe Boullion, toujours perturbé par le comportement de sa monoplace, abandonne au huitième tour en tentant de prendre l'avantage sur Pedro Lamy. Il bloque les roues au freinage et quitte la piste. Boullion rend Lamy responsable de son abandon en l'accusant d'avoir zigzagué devant lui pour défendre sa position,. Aguri Suzuki, victime d'un sous-virage excessif de sa monoplace part en tête-à-queue et abandonne peu de temps après,.
Comme Schumacher et Hill sont ralentis par la monoplace d'Alesi, David Coulthard creuse un écart d'une seconde par tour pendant les huit premiers tours. Le second pilote Pacific Racing, Andrea Montermini, rentre au stand au quatorzième tour pour ravitailler mais ne parvient pas à repartir en raison d'une casse de transmission. Au dix-huitième tour, l'écart entre le leader Coulthard et son premier poursuivant est de quatorze secondes.
Alesi, Schumacher et Hill effectuent tous trois leur premier arrêt au stand au dix-huitième tour de l'épreuve. Schumacher effectue un bref ravitaillement qui lui permet de prendre de l'avance sur ses rivaux. L'arrêt de Hill dure deux fois plus longtemps que celui de l'Allemand à cause d'un grippage de la soupape de ravitaillement. Schumacher reprend la piste à la quatrième place, derrière Coulthard, Berger et Johnny Herbert. Alesi, septième et Hill dixième sont ralentis par les concurrents ayant des stratégies à deux arrêts tandis que Schumacher gagne du terrain sur Coulthard.
Mark Blundell effectue son premier arrêt au tour suivant et Damon Hill dépasse Heinz-Harald Frentzen au vingt-deuxième tour. Au tour suivant, Alesi dépasse Eddie Irvine à l'épingle à cheveux. Hill essaie de suivre la cadence du Français mais endommage son aileron avant en heurtant l'arrière de la Jordan d'Irvine. Les deux monoplaces ne souffrent pas trop de cet accrochage et les pilotes poursuivent leur course. Irvine s'arrête au stand à la fin du vingt-cinquième tour, ce qui permet à Hill de reprendre sa bataille contre le pilote Ferrari.
Comme son coéquipier, Coulthard, qui avait initialement prévu une stratégie à trois arrêts, décide finalement de n'en faire que deux. Il effectue son premier ravitaillement au vingt-quatrième tour et prend plus de carburant que prévu initialement. Ce changement inopiné de stratégie profite à Schumacher : sa monoplace étant moins chargée en carburant, ses temps au tour sont systématiquement plus courts que ceux du pilote écossais.

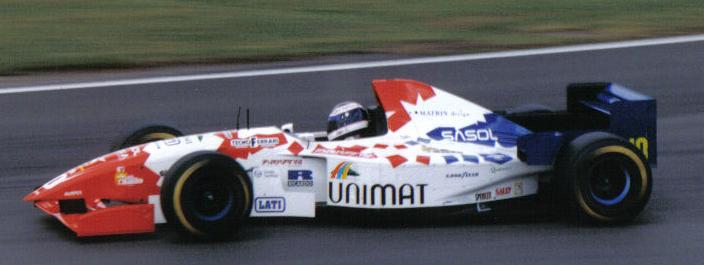
Taki Inoue, sur Arrows FA16 (ici au GP de Grande-Bretagne) abandonne au trente-huitième tour à la suite d'une panne moteur.

Au trente-huitième tour, Taki Inoue, pilote Arrows, sur une stratégie à un seul arrêt et qui faisait une course d'arrière-garde, est victime d'une casse moteur et abandonne. Dans le même temps, Michael Schumacher effectue son deuxième ravitaillement et reprend la piste à la quatrième place, juste derrière Alesi mais à vingt secondes de Coulthard. Damon Hill s'empare de la troisième place, profitant de l'arrêt au stand d'Alesi au trente-neuvième tour. Schumacher effectue le meilleur tour en course au quarantième tour et repart à l'assaut du pilote Williams.
Coulthard effectue son second arrêt au quarante-neuvième tour pour chausser de nouveaux pneus et reprend la piste quatorze secondes derrière Schumacher qui continue à creuser l'écart. Coulthard est incapable de tirer profit des performances de ses nouveaux pneumatiques à cause des pilotes retardataires présents sur son chemin. Au cinquante-troisième tour, l'autre pilote Arrows, Gianni Morbidelli, abandonne à la suite d'un problème moteur, à l'instar de son coéquipier. L'Italien est toutefois satisfait de sa prestation car sa monoplace était parfaitement réglée et aisée à conduire. Schumacher effectue son troisième et dernier arrêt au stand au soixantième tour avec vingt et une secondes d'avance sur Coulthard et reprend la course en tête.
Michael Schumacher remporte la course en 1 h 48 min 49 s 972 et obtient ainsi son huitième succès de la saison. Il devient également champion du monde des pilotes, son principal rival pour le titre, Damon Hill, ne pouvant plus combler son retard lors des deux prochaines courses. David Coulthard termine deuxième et Hill complète le podium. Les pilotes de la Scuderia Ferrari, Gerhard Berger, victime d'un dysfonctionnement d'un capteur d'allumage occasionnant des coupures du moteur et Jean Alesi, se classent quatrième et cinquième et Johnny Herbert s'empare du dernier point en jeu avec sa sixième place, devant Frentzen, Panis et Blundell.
Johnny Herbert déclare avoir roulé à la limite pour conserver sa sixième place et que s'il avait du hausser encore plus son rythme, il serait parti à la faute. Heinz-Harald Frentzen confesse avoir vécu une course pénible à cause de la difficulté à dépasser les attardés. Bien que déçu de n'avoir pas réussi à ravir la sixième place à Herbert, il est ravi de la manière dont s'est déroulée leur lutte.
Mark Blundell, auteur d'une modeste neuvième place, a été victime d'un troisième train de pneus défaillant mais surtout de brûlures aux yeux. En effet, son système d'alimentation en boisson n'a pas fonctionné correctement et s'est déclenché soudainement dans son casque, projetant tout son contenu sur le visage du pilote.

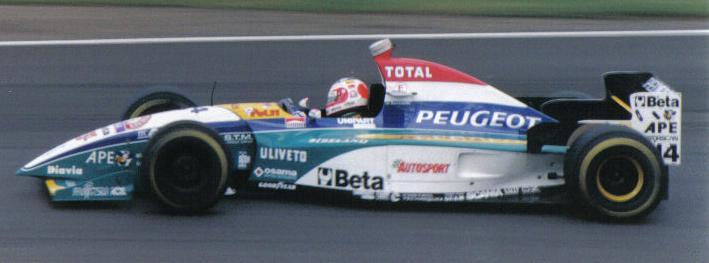
Rubens Barrichello, sur Jordan 195 (ici au GP de Grande-Bretagne) abandonne au soixante-septième tour.

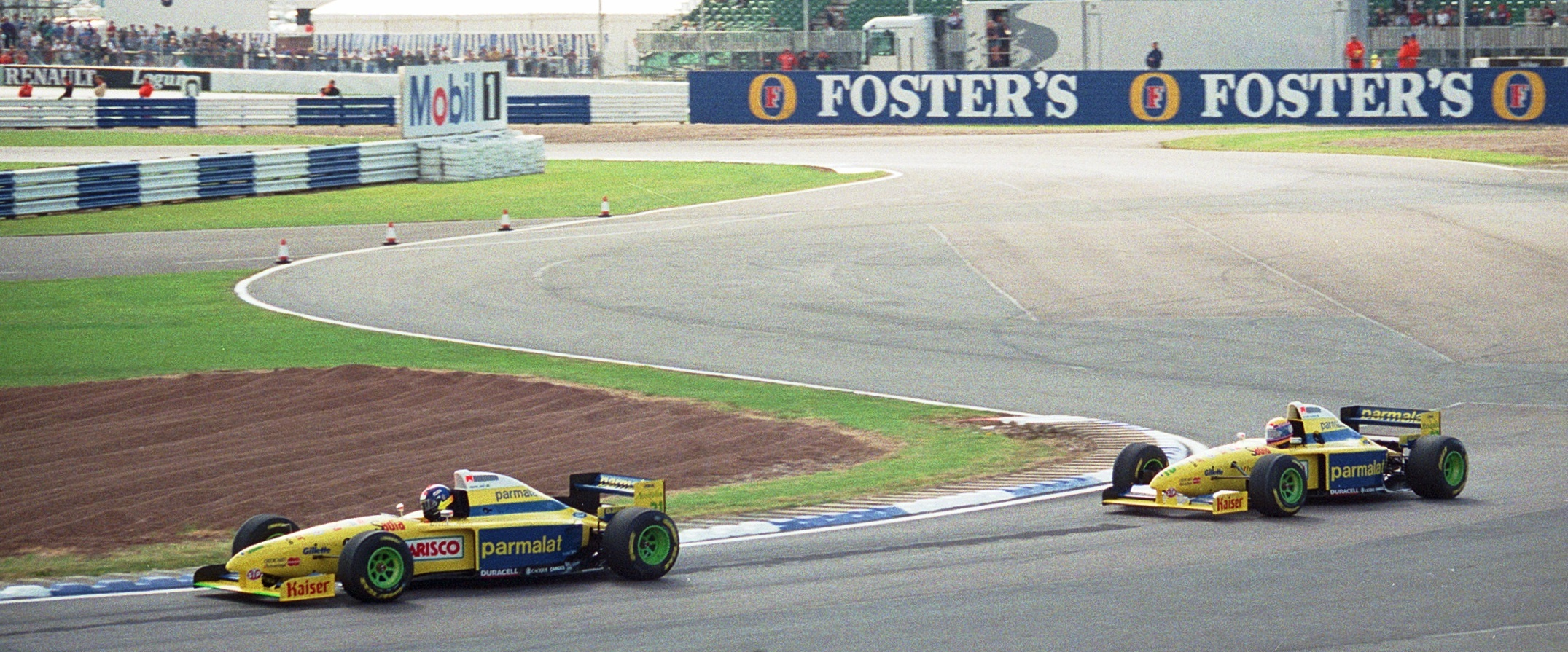
Pedro Diniz et Roberto Moreno rallient tous deux l'arrivée à Aida (ici, leurs Forti FG01-95 au GP de Grande-Bretagne 1995).

Tout au long de la course, Rubens Barrichello et Jan Magnussen se sont battus pour la dixième place, jusqu'à ce que le Brésilien le dépasse dans l'épingle à cheveux au trente-septième tour. Cependant, il est contraint à l'abandon au soixante-septième tour à cause d'un problème électrique affectant son moteur,. Le magazine Autocourse décrit la première course de Magnussen comme « très accomplie ». Magnussen déclare être heureux d'avoir terminé le premier Grand Prix de sa carrière après avoir livré une belle bagarre avec Barrichello. Après une belle prestation en qualifications, Eddie Irvine pointe longtemps à la huitième place mais une crevaison au soixante-douzième tour l'oblige à rentrer au stand et le fait chuter en douzième position.
Pour la troisième fois depuis le début de la saison, les deux Tyrrell rallient l'arrivée. Mika Salo, malgré une foulure du poignet droit lors du warm-up, se classe douzième et Ukyo Katayama, pour son retour en compétition, termine quatorzième. Les deux pilotes sont satisfaits des performances de leurs monoplaces, particulièrement de leurs châssis bien équilibrés. Pour la cinquième fois depuis le début de la saison, les deux Minardi rallient l'arrivée. Pedro Lamy, treizième, déclare que son châssis perdait de l'adhérence au fil des tours tandis que Luca Badoer, quinzième, doit son modeste résultat à une erreur lors de son premier arrêt au stand : l'Italien, ayant raté son stand, a dû repartir pour un tour supplémentaire. De plus, comme il a cassé ses deux rétroviseurs, il devait constamment guetter les drapeaux bleus pour ne pas gêner les autres concurrents.
Pour la quatrième fois depuis le début de la saison, les deux Forti rallient l'arrivée, en fond de classement toutefois. Roberto Moreno devait initialement n'effectuer que deux arrêts mais ses pneumatiques étant détruits dès le vingtième tour, trois arrêts furent nécessaires. Pedro Diniz, dix-septième juste derrière son coéquipier, se plaint d'un mauvais équilibre de sa monoplace et de problèmes de boîte de vitesses.

### Classement de la course
| Pos. | No | Pilote                   | Écurie             | Tours | Temps/Abandon                      | Grille | Points |
| ---- | -- | ------------------------ | ------------------ | ----- | ---------------------------------- | ------ | ------ |
| 1    | 1  | Michael Schumacher       | Benetton-Renault   | 83    | 1 h 48 min 49 s 972 (169,443 km/h) | 3      | 10     |
| 2    | 6  | David Coulthard          | Williams-Renault   | 83    | + 14 s 920                         | 1      | 6      |
| 3    | 5  | Damon Hill               | Williams-Renault   | 83    | + 48 s 333                         | 2      | 4      |
| 4    | 28 | Gerhard Berger           | Ferrari            | 82    | + 1 tour                           | 5      | 3      |
| 5    | 27 | Jean Alesi               | Ferrari            | 82    | +1 tour                            | 4      | 2      |
| 6    | 2  | Johnny Herbert           | Benetton-Renault   | 82    | + 1 tour                           | 7      | 1      |
| 7    | 30 | Heinz-Harald Frentzen    | Sauber-Ford        | 82    | + 1 tour                           | 8      |        |
| 8    | 26 | Olivier Panis            | Ligier-Mugen Honda | 81    | + 2 tours                          | 9      |        |
| 9    | 7  | Mark Blundell            | McLaren-Mercedes   | 81    | + 2 tours                          | 10     |        |
| 10   | 8  | Jan Magnussen            | McLaren-Mercedes   | 81    | + 2 tours                          | 12     |        |
| 11   | 15 | Eddie Irvine             | Jordan-Peugeot     | 81    | + 2 tours                          | 6      |        |
| 12   | 4  | Mika Salo                | Tyrrell-Yamaha     | 80    | + 3 tours                          | 18     |        |
| 13   | 23 | Pedro Lamy               | Minardi-Ford       | 80    | + 3 tours                          | 14     |        |
| 14   | 3  | Ukyo Katayama            | Tyrrell-Yamaha     | 80    | + 3 tours                          | 17     |        |
| 15   | 24 | Luca Badoer              | Minardi-Ford       | 80    | + 3 tours                          | 16     |        |
| 16   | 22 | Roberto Moreno           | Forti-Ford         | 78    | + 5 tours                          | 22     |        |
| 17   | 21 | Pedro Diniz              | Forti-Ford         | 77    | + 6 tours                          | 21     |        |
| Abd. | 14 | Rubens Barrichello       | Jordan-Peugeot     | 67    | Panne électrique                   | 11     |        |
| Abd. | 9  | Gianni Morbidelli        | Arrows-Hart        | 53    | Moteur                             | 19     |        |
| Abd. | 10 | Taki Inoue               | Arrows-Hart        | 38    | Moteur                             | 20     |        |
| Abd. | 17 | Andrea Montermini        | Pacific-Ford       | 14    | Boîte de vitesses                  | 23     |        |
| Abd. | 25 | Aguri Suzuki             | Ligier-Mugen Honda | 10    | Sortie de piste                    | 13     |        |
| Abd. | 29 | Jean-Christophe Boullion | Sauber-Ford        | 7     | Sortie de piste                    | 15     |        |
| Abd. | 16 | Bertrand Gachot          | Pacific-Ford       | 2     | Boîte de vitesses                  | 24     |        |

### Pole position et record du tour
David Coulthard obtient lors de ce Grand Prix la cinquième pole position de sa carrière, sa quatrième consécutive et sa cinquième de la saison. Cette pole position est la quatre-vingt-deuxième de l'écurie Williams F1 Team et la cent-sixième pour Renault en tant que motoriste.
Michael Schumacher réalise quant à lui son vingt-deuxième meilleur tour en course, son deuxième consécutif et son septième de la saison. C'est le vingt-deuxième meilleur tour pour le compte de Benetton, le vingt-neuvième meilleur tour en course signé par Benetton et le soixante-dix-huitième du motoriste Renault.
- Pole position :  David Coulthard  (Williams-Renault)  en 1 min 14 s 013 (vitesse moyenne : 180,114 km/h).

La pole position lors de l'édition précédente, établie par Ayrton Senna, était de 1 min 10 s 218.
- Meilleur tour en course :  Michael Schumacher  (Benetton-Renault)  en 1 min 16 s 374 au 40e tour (vitesse moyenne : 174,546 km/h).

Le meilleur tour en course lors de l'édition précédente, établi par Michael Schumacher, était de 1 min 14 s 023 au 10e tour.

### Tours en tête
David Coulthard, parti depuis la pole position, conserve la tête de l'épreuve jusqu'à son second arrêt au stand au quarante-neuvième tour. Michael Schumacher prend alors la première place et la conserve jusqu'au drapeau à damier.
- David Coulthard (Williams-Renault) : 49 tours (1-49)
- Michael Schumacher (Benetton-Renault) : 34 tours (50-83)

## Après-course

### Le deuxième titre mondial de Michael Schumacher

Michael Schumacher, ici en combinaison Ferrari en 1998, remporte son deuxième titre de champion du monde.

Michael Schumacher signe lors de ce Grand Prix sa dix-huitième victoire pour le compte de Benetton. Il obtient par la même occasion son deuxième titre de champion du monde des pilotes consécutif et devient le plus jeune double champion du monde de l'histoire de la Formule 1. Il s'agit également de la vingt-cinquième victoire de Benetton en tant que constructeur et son motoriste, Renault, enregistre sa soixante-douzième victoire en tant que motoriste.
Après la course, il a été révélé que le pilote allemand a eu un problème de transmission lors de son dernier arrêt au stand et a eu de la chance d'avoir terminé son dernier tour sans que les feux d'avertissements ne se soient pas allumés sur son volant. Il a également fait des éloges sur son équipe de ravitaillement, déclarant que son premier arrêt au stand qui lui a permis de dépasser Jean Alesi et Damon Hill était « parfait » et qu'il « n'a jamais vu quelque chose de semblable chez son équipe ». Il est aussi très satisfait des « capacités de l'équipe à trouver des stratégies » et insiste sur le fait que celle-ci « n'a fait aucune erreur cette saison ». « Être champion du monde de cette façon est extrêmement agréable. Au début de la course, je ne pensais pas pouvoir gagner et j'essayais seulement d'assurer trois points. Une fois que j'ai pu rejoindre Coulthard, nous avons visé la victoire. Tout cela ne m'étonne pas : j'ai la meilleure équipe ».
En interview, David Coulthard révèle qu'il a lui-même décidé de passer d'une stratégie de trois à deux arrêts et a demandé à son équipe de retarder son arrêt. Il déclare également qu'avec le recul, il serait resté sur sa stratégie initiale et a déclaré qu'il aimerait « blâmer quelqu'un pour avoir pris cette décision ». Le pilote écossais se plaint également du trafic sur le circuit et que de nombreux attardés ne l'ont pas laissé passé facilement.
Flavio Briatore, le directeur de Benetton, félicite son pilote et regrette déjà son départ pour la Scuderia Ferrari : « Nous perdons quelque chose avec le départ de Michael, mais Michael perd aussi quelque chose en nous quittant. C'est pareil pour tout le monde. Mais je me fais une raison. Au moins cela permettra à quelqu'un d'autre que Michael de gagner l'an prochain. Il faut du changement dans la vie ».
Damon Hill, à l'issue de l'épreuve déclare sobrement : « J'ai le plus grand respect pour le talent de Michael ».

### Querelle entre Schumacher et Hill
Les deux rivaux reviennent sur la manœuvre de Hill au premier virage, lorsqu'il a tassé Schumacher et laissé ainsi passer les deux pilotes Ferrari. Juste après la course, dans le parc fermé, Schumacher déclare être mécontent du pilotage de son rival durant cette course, notamment lors de ses tentatives de dépassement dans les premier et onzième tours. Il estime que Hill a « freiné sur lui » : « Bon, je m'attendais à ce que Damon ne me laisse pas le passer. Mais ce qui m'a franchement énervé, c'est qu'il s'est tellement concentré sur moi qu'il en a oublié les deux Ferrari »,.
En conférence de presse, Hill réfute ces propos et déclare : « Michael n'est pas content de ce que j'ai fait plusieurs fois dans cette course et qu'il n'est pas satisfait de mon pilotage. Je trouve cela extraordinaire. C'est tellement hypocrite. Maintenant, la situation est que nous sommes complètement libres de conduire comme on veut tant que ce n'est pas délibérément dangereux. Donc j'ai conduit comme cela et il n'a pas apprécié. Il ne devrait pas se plaindre. D'une manière ou d'une autre, quand nous sommes arrivés dans la zone de freinage au bout de la ligne droite, il déclare que j'ai mal agi. Mais je ne vois pas ce que j'ai fait de mal. Je pense qu'il y a une règle pour lui et une règle autre pour les autres parfois. Je pense que soit vous êtes d'accord avec cela et vous ne devriez pas vous plaindre, soit il y a des règles et vous les respectez. Je pense que je suis meilleur et plus fort que l'année dernière et que vous pouvez compter sur moi l'année prochaine. Il est clair que Michael a un avantage sur tout le monde et si je veux gagner, alors je vais devoir le rattraper. ».
Malgré les commentaires de Damon Hill, les médias britanniques le blâment pour ses mauvaises performances et des rumeurs disent que Williams va le remplacer par Heinz-Harald Frentzen en 1996. Le patron de Williams F1 Team, Frank Williams, déclare alors avoir une confiance « sans équivoque » envers Hill, avant le Grand Prix du Japon. Michael Schumacher, après avoir regardé la vidéo de la course, retire ses déclarations à propos de Damon Hill.

### L'échec commercial du Grand Prix du Pacifique
Bien que trois pilotes japonais soient engagés (Aguri Suzuki, Ukyo Katayama et Taki Inoue), le Grand Prix du Pacifique est un échec commercial car seulement 15 000 personnes assistent à la course. Cette mévente, outre le fait d'un accès au circuit difficile, est principalement imputable à la modification du calendrier du championnat du monde à la suite du séisme de Kōbe en janvier 1995. En effet, le Grand Prix du Pacifique, initialement troisième épreuve du championnat disputée le 16 avril 1995, a été reporté au 22 octobre en raison des dommages causés aux infrastructures par le séisme. La tenue de deux Grands Prix de Formule 1 à seulement une semaine d'intervalle dans le même pays a conduit à une concurrence néfaste pour les deux épreuves puisque les organisateurs du Grand Prix du Japon à Suzuka annonceront des pertes financières pour la première fois de son histoire tandis que le directeur du circuit d'Aida annonce qu'il n'organisera plus de Grand Prix de Formule 1, étant incapable d'assurer la rentabilité du site. Pourtant, le circuit, lié contractuellement à la discipline-reine du sport automobile pour cinq ans, devait organiser une épreuve jusqu'en 1998,,.

## Statistiques
Le Grand Prix du Pacifique 1995 représente :
- la 5e pole position de sa carrière pour David Coulthard[65] ;
- la 18e victoire de sa carrière pour Michael Schumacher[119] ;
- la 25e victoire pour Benetton en tant que constructeur[119] ;
- la 72e victoire pour Renault en tant que motoriste[119] ;
- le 1er Grand Prix pour Jan Magnussen[120] ;
- le 100e Grand Prix pour Jean Alesi[119].

Lors de ce Grand Prix :
- Michael Schumacher remporte son deuxième titre de champion du monde de Formule 1[119].

## Classements généraux à l'issue de la course
| Position | Pilote                   | Écurie             | Points |
| -------- | ------------------------ | ------------------ | ------ |
| Champion | Michael Schumacher       | Benetton-Renault   | 92     |
| 2        | Damon Hill               | Williams-Renault   | 59     |
| 3        | David Coulthard          | Williams-Renault   | 49     |
| 4        | Jean Alesi               | Ferrari            | 42     |
| 5        | Johnny Herbert           | Benetton-Renault   | 41     |
| 6        | Gerhard Berger           | Ferrari            | 31     |
| 7        | Heinz-Harald Frentzen    | Sauber-Ford        | 15     |
| 8        | Mika Häkkinen            | McLaren-Mercedes   | 11     |
| 9        | Rubens Barrichello       | Jordan-Peugeot     | 11     |
| 10       | Mark Blundell            | McLaren-Mercedes   | 10     |
| 11       | Olivier Panis            | Ligier-Mugen-Honda | 8      |
| 12       | Martin Brundle           | Ligier-Mugen-Honda | 7      |
| 13       | Eddie Irvine             | Jordan-Peugeot     | 7      |
| 14       | Jean-Christophe Boullion | Sauber-Ford        | 3      |
| 15       | Mika Salo                | Tyrrell-Yamaha     | 2      |
| 16       | Aguri Suzuki             | Ligier-Mugen-Honda | 1      |
| 17       | Gianni Morbidelli        | Arrows-Hart        | 1      |

| Position | Écurie             | Points |
| -------- | ------------------ | ------ |
| 1        | Benetton-Renault   | 123    |
| 2        | Williams-Renault   | 102    |
| 3        | Ferrari            | 73     |
| 4        | McLaren-Mercedes   | 21     |
| 5        | Jordan-Peugeot     | 18     |
| 6        | Sauber-Ford        | 18     |
| 7        | Ligier-Mugen-Honda | 16     |
| 8        | Tyrrell-Yamaha     | 2      |
| 9        | Arrows-Hart        | 1      |

- Note : Benetton et Williams ont été disqualifiés lors du Grand Prix inaugural du Brésil pour utilisation de carburant non conforme à la réglementation de la Formule 1[122]. L'échantillon d'essence prélevé à l'issue de la course ne correspondait pas aux spécifications de l'échantillon témoin fourni à la FIA[123]. Les écuries ont fait appel de cette décision, ce qui a conduit à une annulation de la sanction concernant les pilotes qui ont conservé leurs points, mais un maintien de la pénalité pour les écuries. Benetton a ainsi perdu les 10 points de la victoire de Michael Schumacher et Williams les 6 points de la seconde place de David Coulthard, d'où une différence des résultats de ces écuries et des totaux des résultats de leurs pilotes[124],[125].